# 雅克王子 (摩纳哥)
雅克·奥诺雷·兰尼埃（Jacques Honoré Rainier，2014年12月10日—），摩納哥王儲，出生于摩納哥的格蕾丝王妃中心医院（法語：Le Centre Hospitalier Princesse Grace），頭銜為摩纳哥王世子及鲍克斯侯爵。王儲是摩纳哥亲王阿尔贝二世与查伦妮亲王妃的龙凤胎幼子。虽然比他的龙凤胎胞姊加布里埃拉公主晚出生兩分鐘，但因为是男性有王位优先继承权。除了加布里埃拉公主外，他還有一名同父異母的姊姊及哥哥，但兩人均是阿尔贝二世婚前与他人未婚所生的子女。